# I’m Your Man (альбом Леонарда Коэна)
I’m Your Man — восьмой студийный альбом Леонарда Коэна изданный в 1988 году. В норвежском чарте он продержался на первой строчке 16 недель подряд. Получил статус «серебряного» в Великобритании и «золотого» в Канаде. Занял 51 место в списке Pitchfork Media «100 лучших альбомов 1980-х».

## Об альбоме
На этом альбоме Леонард активно продолжает своё увлечение синтезаторами, наметившееся на Various Positions, этот инструмент звучит практически на всех песнях. Придумывая текст «Everybody Knows», Коэн впервые сотрудничает с Шэрон Робинсон, которая со временем станет его постоянным соавтором. Название I’m Your Man используется в творчестве музыканта и после. Первый трибьют-альбом Коэну, записанный различными музыкантами, имел созвучное название — I’m Your Fan. На нём, помимо прочих, своё почтение засведетельствовал Ник Кейв, исполнивший «Tower of Song». В 2006 году вышел документальный фильм о Леонарде — «Leonard Cohen: I'm Your Man», где Кейву досталась уже заглавная песня, а сам Коэн исполнил «Tower of Song» дуэтом с Боно. В 2005 году Том Уэйтс назвал I’m Your Man одним из своих любимых альбомов.

## Список композиций
| №  | Название                | Продолжительность |
| -- | ----------------------- | ----------------- |
| 1. | First We Take Manhattan | 6:01              |
| 2. | Ain’t No Cure for Love  | 4:50              |
| 3. | Everybody Knows         | 5:36              |
| 4. | I’m Your Man            | 4:28              |
| 5. | Take This Waltz         | 5:59              |
| 6. | Jazz Police             | 3:53              |
| 7. | I Can’t Forget          | 4:31              |
| 8. | Tower of Song           | 5:37              |